# ザ・ビーチ・ボーイズ・トゥディ
『ザ・ビーチ・ボーイズ・トゥディ』（The Beach Boys Today!）は、1965年にリリースされたザ・ビーチ・ボーイズのアルバム。当時本アルバムの重要性を感じた者はほとんどいなかったが、バンドの経歴とブライアン・ウィルソンの個人的生活に於いて本作は重要な転機となった。
1964年はストレスの大きかった年で、年末までにビーチ・ボーイズは4つのアルバムを発表した。ブライアンは肉体的、精神的に疲れ果てた状態であったが、増大するビートルズの人気とその影響からたゆまず歩き続けなければならなかった。その年の12月23日、ブライアンはノイローゼから公演旅行に出ることをあきらめなければならないと自覚した。
『ザ・ビーチ・ボーイズ・トゥディ』は1965年1月に録音されたが、ブライアンはツアーへの参加を断り、スタジオに一人留まって録音を行った。ビーチ・ボーイズはブライアンの代わりのベーシストとしてグレン・キャンベルを起用したが、彼はバンドになじめず間もなくブルース・ジョンストンが参加することとなった。
『ローリング・ストーン誌が選ぶオールタイム・ベストアルバム500』に於いて、271位にランクイン。

## ステレオ・ヴァージョン
本作より『ワイルド・ハニー』までは、ブライアンの右耳の聴力の悪化により、発売当時アルバムはモノ・ミックスのみで制作され、ステレオ盤は擬似ステレオだった。
2012年に『サーフィン・U.S.A.』から『スマイリー・スマイル』までがモノ＆ステレオの２in１仕様でCD化された際、初めてトゥルー・ステレオ・ヴァージョンが作成された。幾つかの楽曲はコンピレーション・アルバム収録時に作成されたステレオ・ミックスを収録、「踊ろよ、ベイビー」「元気をお出し」「ヘルプ・ミー・ロンダ」「イン・ザ・バック・オブ・マイ・マインド」は初ステレオ化となる。ただし「ビッグ・ダディと一緒に」はモノラルのままである。
どのステレオ・ヴァージョンもモノ・ミックスよりフェイド・アウトが長くなっている。

## 収録曲
特筆無い限りブライアン・ウィルソン作曲、マイク・ラヴ作詞。
Side 1
1. 踊ろよ、ベイビー - Do You Wanna Dance? (Bobby Freeman) 2:19
ステレオは最初のバージョンではフェイドアウトがモノラルより長かったが、ベストアルバム『グレイテスト・ヒッツ デラックス・エディション〜偉大なる50年〜』に収録されたものはモノラルと同じ長さになっている。
2. グッド・トゥ・マイ・ベイビー - Good to My Baby 2:16
3. 元気をお出し - Don't Hurt My Little Sister 2:07
モノラルにはイントロに演奏と関係ないメンバーの会話が聞こえていたがステレオでは削除されている。
4. パンチで行こう - When I Grow Up (To Be a Man) 2:01
ステレオはボーカルへのエコーのかかり方が異なるバージョンが3種類存在する。
5. ヘルプ・ミー・ロンダ - Help Me, Ronda 3:08 
  - 本作収録版がオリジナル。ブライアン・ウィルソンはアレンジしたこの曲を再録し、「ロンダ」の綴りを「Rhonda」に変えて次のシングルとしてリリースした。但し、日本ではここでのアルバム・ヴァージョンを「Help Me, Rhonda」としてシングル発売している。
6. ダンス・ダンス・ダンス - Dance, Dance, Dance (Brian Wilson/ Carl Wilson/Mike Love)  1:59

Side 2
1. プリーズ・レット・ミー・ワンダー - Please Let Me Wonder 2:45
ステレオはモノラルと比べてテープ・スピードが遅くなっている。
2. アイム・ソー・ヤング - I'm So Young (William H. Tyrus Jr.) 2:30
3. キス・ミー・ベイビー - Kiss Me Baby 2:35
4. 知ってるあの娘 - She Knows Me Too Well 2:27
2008年発売の『U.S.シングル・コレクション』収録の最初のステレオ・バージョンではヴォーカルがシングル・トラックになっていたが、『トゥデイ』2012年盤に収録されたステレオ・ヴァージョンではモノラルと同じくダブル・トラックになっている。
5. イン・ザ・バック・オブ・マイ・マインド - In the Back of My Mind 2:07
『トゥデイ』2012年盤に収録されたステレオ・ヴァージョンはボーカルがシングル・トラックになっていたが、iTunesやApple Musicで配信されているものではダブル・トラックに戻されている。また最初のステレオ・ヴァージョンではフェイドアウトせず完奏するまで収録されていたが、2個目のステレオ・ヴァージョンはモノラルと同じくフェイドアウトになっている。
6. ビッグ・ダディと一緒に - Bull Session With The "Big Daddy"  (Brian Wilson/Carl Wilson/ Dennis Wilson/Mike Love/ Al Jardine) 2:10

ボーナス・トラック
1. ダンス・ダンス・ダンス（別テイク） - Dance, Dance, Dance
2. アイム・ソー・ヤング（別テイク） - I'm So Young